# محمد الأمين دباغين
محمد الأمين دباغين (24 يناير 1917 في حسين داي - 20 يناير 2003) كان سياسي جزائري ،تابع دراسته في الطب وتخرّج كطبيب، كان من بين أعضاء حزب الشعب البارزين ،مثّل النخبة المثقفة في الحزب ،و كان ضمن اللجنة المديرة لحزب الشعب.
ترأس كتلة البرلمانيين منتخبي حركة انتصار الحريات الديمقراطية، سنة 1956 عين ضمن الوفد الخارجي لجبهة التحرير الوطني ،وصار عضوا في المجلس الوطني للثورة الجزائرية في شهر أغسطس آب عام 1956، ثم عضو لجنة التنسيق والتنفيذ، وعند تشكيل الحكومة المؤقتة للجمهورية الجزائرية عيّن وزيرا للشؤون الخارجية في التشكيلة الأولى، توفي في 22 يناير 2003.